# Phreatia microtatantha
Phreatia microtatantha är en orkidéart som beskrevs av Rudolf Schlechter. Phreatia microtatantha ingår i släktet Phreatia och familjen orkidéer. Inga underarter finns listade i Catalogue of Life.